# Venerable

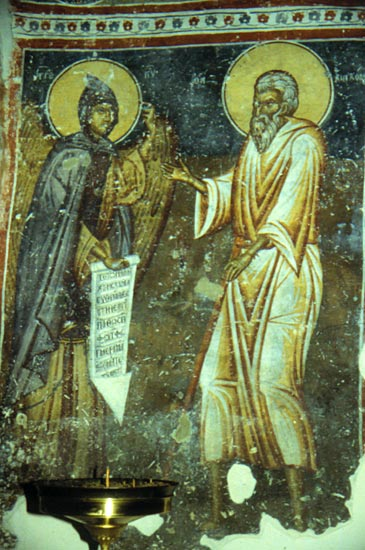
Personas Venerables

Venerable  equivale a respetable, digno de estima y honor. Este adjetivo, derivado del sustantivo latino veneratio, que significa respeto y culto, mantiene una significación unitaria en toda la serie de vocablos (venerabilitas, venerantia) cuyas acepciones están en perfecta consonancia con una idea matriz: lo honroso y digno, por tanto, de reverencia y veneración.

## Aplicación en instituciones
El Código Teodosiano denomina a la religión cristiana lex venerabilis. El Senado también recibió el calificativo de venerable (venerabilis ordo), y lo mismo los bienes particulares de los príncipes (venerabilis substantia). Lo que es conveniente y conforme, en la acepción latina de consentaneus, lo hallamos con el término venerable en un testamento del año 1202 de un tal Guillermo, señor de Montpellier; que entre otras cosas dice lo siguiente: «Filiae meae Mariae… donet… cum IV venerabilibus sectis ornatís».

## El título de vida
La profesión en un monasterio supone el paso a una vida más elevada moralmente. La vida monástica se apellida venerabilis, y el que ha hecho profesión en la misma recibe igual apelativo. Se puede leer en este sentido en la vida de san Eligio, que nos legó Abundio, que «Buchinus, ex gentili conversus, postea venerabilis, id est, monachus exstitit». Y cierto prelado «relicto episcopatu in Monasterium SS. Martirum Agaunensium ingressus, vitam venerabilem duxit». La vida del monje, como honrosa moralmente, es venerabilis.
San Gregorio Magno afirmaba de san Benito de Nursia que era hombre de vida venerable (vir vitae venerabilis). Según Aimoinus este título, modificado en venerantiae, vino a constituir el acostumbrado para honrar a los abades («suae venerantiae, iuxta abbatum morem»). Ciertos reyes de Francia como Francisco I y Luis VI recibieron también como título de honor el de venerable.
Los obispos especialmente lo recibieron en su calidad tanto de altos dignatarios de la Iglesia como del carácter sagrado de su persona. Se puede constatar en ciertas cartas de san Agustín, y en la escrita por Vital y Constancio a Capreolo, obispo de Cartago, así como en otros varios documentos posteriores.
De tal forma pareció inherente el título de venerable a la calidad sagrada del obispo, que aun al cismático no se le escatimó el honor del mismo. En un breve de Benedicto XIV, el Papa se extiende en la argumentación que apoya tal costumbre: 

Hecha la consagración episcopal, no conviene ni se adapta ya la expresión epistolar «dilecte fili» sino la de «venerabilis frater».

El título le parece tan uncido al carácter sacramental de la consagración, que aun los obispos que la han recibido ilícitamente, si no obstante fue válida, no pueden estar excluidos del mismo. De tal costumbre había varios antecedentes. Basta el más apodíctico. En la Congregación de Propaganda Fide (8 nov. 1631), en la que había sido consultado el célebre padre Wadding, gran perito en documentos pontificios, habíase resuelto esto mismo. Benedicto XIV cita otros ejemplos como los breves de Inocencio XI al patriarca cismático Juan de Alejandría, y de Inocencio XII al arzobispo de Etiopía. A estos prelados, a quienes se invitaba a la unión con la Sede Romana, se les honra en tales documentos con el título de venerabilis frater, como expresión de estima y hermandad.

## En la Iglesia ortodoxa
En la Iglesia ortodoxa, venerable es el título atribuido a los santos que vivieron una vida monacal o de ermitaño. Muchas veces este título es considerado igual o superior al título de "Santo".

## En la Iglesia católica
En la Iglesia católica, un cristiano es declarado como «venerable» por la misma cuando se reconoce, durante la investigación y el proceso conducente a la canonización, que contaba con «virtudes heroicas», declarándose así que vivió las virtudes teologales (fe, esperanza y caridad), las cardinales (prudencia, justicia, fortaleza y templanza) y todas las demás virtudes de manera heroica, o sea, de forma extraordinaria. Este es el paso previo a que este sea reconocido como beato, si existe un milagro comprobado. En el caso de la beatificación de mártires, no es necesario atestiguar tales virtudes heroicas, pues ya es suficiente heroicidad el mismo martirio. Así, un mártir no es declarado Venerable, sino, en tal caso, directamente beato.
Sea o no mártir, el proceso continuará hasta la canonización y el consecuente reconocimiento como santo, para el que siempre será necesaria la comprobación de un milagro (que será ya el segundo, en caso de que no sea mártir), sucedido después de la beatificación.
San Beda fue llamado «venerable» poco después de su muerte, siendo el primer uso registrado del término en este ámbito. 

## En la Comunión anglicana
En la Comunión anglicana, venerable es el tratamiento protocolar que se le da a un archidiácono.

## En la francmasonería
En la francmasonería, se le llama venerable maestro, o simplemente venerable, a aquel maestro masón que dirige una logia simbólica (dentro de los tres grados simbólicos o azules: aprendiz, compañero y maestro), o a aquel masón que haya  ostentando, por al menos un periodo, este cargo y dignidad.